# Gérard Jean-Juste
Gérard Jean-Juste (ur. 7 lutego 1946 Cavaillon na Haiti, zm. 27 maja 2009 w Miami w USA) – haitański teolog wyzwolenia i duchowny rzymskokatolicki. Rektor kościoła św. Klary w Port-au-Prince, działacz społeczny na rzecz ubogich. W latach 1977–1990 kierował ośrodkiem dla uchodźców z Haiti w Miami na Florydzie.  
Został dostrzeżony na arenie międzynarodowej jako przeciwnik rządu Gérarda Latortue'a, powstałego po obaleniu prezydenta Jean-Bertrand Aristide w wyniku protestów z 2004 na Haiti. Wielokrotnie aresztowany za swoją działalność polityczną.

## Życiorys
Urodził się 7 lutego 1946 roku w miejscowości Cavaillon na Haiti. Uczęszczał do kanadyjskiego seminarium duchownego. Wkrótce potem został pierwszym Haitańczykiem, który otrzymał święcenia w Stanach Zjednoczonych, w kościele św. Ávili w Brooklynie, w 1971 roku. Po święceniach pracował przez pewien czas w wiejskiej parafii na Haiti, wówczas miał zwiększyć w swojej pracy duszpasterskiej uwagę na teologią wyzwolenia. 
W 1971 odmówił złożenia przysięgi lojalności dla sprawującego dyktatorską władze Jean-Claude Duvalier, przez co był zmuszony do ucieczki z kraju do USA. Na przymusowej emigracji służył w katerze św. Krzyża w Bostonie, jednocześnie kończąc studia licencjackie z inżynierii lądowej na uniwersytecie Northeastern.
Obserwując problemy, z którymi boryka się wielu haitańskich uchodźców w latach 70., Jean-Juste założył Haitian Refugee Center (Haitańskie Centrum Uchodźców) z siedzibą w Miami. Zarządzał on tą organizacją w latach 1977–1990. Głównym postulatem jego działań był dążenie do równego traktowania przez władze amerykańskie migrantów z Kuby oraz z Haiti. Uważał, że Haitańczycy są dyskryminowani przez władzę amerykańskie, gdyż w odróżnieniu od Kubańczyków, w większości są kwalifikowani jako migranci ekonomiczni a nie uchodźcy polityczni, mimo że w obu państwach panowały wówczas dyktatury. 
W trakcie swojej działalności był skonfliktowany z wyższymi hierarchami kościelnymi, zwłaszcza z arcybiskupem Miami Edwardem A. Mc. Charhy, którego oskarżył o rasizm. Przez pewien czas był ukarany przez swoich kościelnych przełożonych zakazem odprawiania mszy świętej. Gérard Jean-Juste podejmował również problem niemożliwości dokonywania katolickich pochówków dla niekatolickich migrantów z Haiti (popularne są tam wierzenia voodoo oraz protestantyzm).
W 1991 powrócił na Haiti. Jeszcze w tym samym roku doszło do zamachu stanu dokonanego przez wojskową juntę pod przywództwem Raoula Cédrasa, który obalił pierwszego demokratycznie wybranego prezydenta Haiti Jean-Bertrand Aristide, Jean-Juste jako prominenty zwolennik odsuniętego polityka następne trzy lata spędził w ukryciu. Do działalności duszpasterskiej powrócił w 1994, wraz z przywróceniem Aristide’a na urząd prezydenta. Został wówczas (w 1994) rektorem kościoła św. Klary w Port-au-Prience. Prowadził w nim szeroką działalność społeczną, w tym m.in. jadłodajnie dla ubogich. 
W 2004 roku Aristide został po raz drugi obalony. Jean-Juste ponownie znalazł się w opozycji wobec wspieranego przez USA rządu tymczasowego, na którego czele stanął Gérard Latortue. W 2004 został aresztowany, pod zarzutem ukrywania żołnierzy przychylnych dla obalonego prezydenta Aristida. 
W lipcu 2005 Jran-Juste został oskarżony przez haitańskie media o udział w śmierci dziennikarza Jacques’a Roche’a. Ofiara, z zawodu dziennikarz, miała zostać 10 lipca porwana dla okupu oraz torturowana w wyniku czego zmarła 4 dni później. W trakcie pogrzebu Jean-Juste został zaatakowany przez żałobników, a następnie aresztowany jednakże bez przedstawienia jakichkolwiek zarzutów o udział w morderstwie. W chwili porwania dziennikarza Jean-Juste przebywał w Miami, dlatego został uznany za więźnia politycznego, m.in. przez Amnesty International.  
Przed aresztowaniem był on uważany za jednego z potencjalnych kandydatów w wyborach prezydenckich w 2006. Organ wyborczy stwierdził jednak, że nie może on zostać zarejestrowany jako kandydat z powodu pozbawienia wolności. Odmowa rejestracji bezpośrednio doprowadziła do ogłoszenia groźby nawoływania do bojkotu wyborów przez partię Lavalas. Jean-Juste ostatecznie poparł innego kandydata, René Prévala, jak się okazało zwycięzcę tych wyborów.
W grudniu 2005 zdiagnozowano u Jeana-Justa białaczkę. Z powodów zdrowotnych został tymczasowo zwolniony z więzienia, na początku 2006 udał się na leczenie do Miami. 
W listopadzie 2007 powrócił na Haiti, aby wziąć udział w procesie z wciąż ciążącymi zarzutami. W czasie procesu sąd oddalił wszystkie stawiane wobec niego oskarżenia. 
Zmarł 27 maja 2009 w szpitalu w Miami na Florydzie. 

## Nagrody
11 września 2006, został nagrodzony przez uniwersytet San Francisco tytułem doctora honoris causa za walkę o prawa człowieka i sprawiedliwość społeczną ubogich.  